# Michael Hetzl
Michael Christopher Hetzl (* 15. September 1987 in Mühldorf am Inn) ist ein deutscher Handwerksmeister für Hörgeräteakustik, Politiker (Unabhängige Mühldorfer/Freie Wähler) und seit 1. Mai 2020 erster Bürgermeister der Kreisstadt Mühldorf a. Inn.

## Ausbildung und Beruf
Michael Hetzl besuchte von 1994 bis 1998 die Grundschule Mühldorf. Von dort wechselte er an die Hauptschule Mühldorf und dann an die Herzog-Ludwig-Realschule in Altötting, diese schloss er 2005 mit der mittleren Reife ab. Im September 2005 begann er eine Ausbildung zum Hörgeräteakustiker, wozu er die Akademie für Hörgeräteakustik in Lübeck besuchte. Die Ausbildung schloss er 2008 mit dem Gesellenbrief im Hörgeräteakustikerhandwerk ab. 2009 begann er mit der Weiterbildung zum Handwerksmeister in Braunschweig. Im Dezember 2009 beendete er die Weiterbildung zum Handwerksmeister. Bereits seit Mitte 2009 hatte er im elterlichen Betrieb die Betriebsleitung der Hörgeräteakustik übernommen. Von 2010 bis 2020 war er Mitglied der Geschäftsführung in der hetzl & hirsch OHG.

## Kommunalpolitik
Michael Hetzl kandidierte bei den Kommunalwahlen 2020 zur Wahl des 1. Bürgermeisters von Mühldorf am Inn und erreichte im ersten Wahlgang am 15. März 2020 34,66 % der Stimmen. Da die Amtsinhaberin Marianne Zollner nicht mehr als 50 % der Stimmen im ersten Wahlgang erreichen konnte, erfolgte am 29. März 2020 eine Stichwahl, welche Michael Hetzl mit 50,75 % der Stimmen für sich entscheiden konnte.